# Hawke's Bay
Hawke's Bay je region v severní části Nového Zélandu, nejvýznamnější producent jablek v zemi.
Hawke's Bay leží na východním pobřeží Severního ostrova Nového Zélandu. Rozloha činí 14 111 km², v roce 2015 byl počet obyvatel kolem 160 000 osob. Největšími městy oblasti jsou Napier a Hastings. Na jihu je zakončena mysem Cape kidnappers, jehož název má původ v legendě o únosu průvodců (ostrovanů tmavé pleti) Jamese Cooka z jeho lodi. Na tomto mysu je hnízdiště terejů. Město Napier bylo po silném zemětřesení v roce 1931 přestavěno ve stylu Art deco. Je to druhé nejznámější město tohoto stylu vedle kalifornské Santa Moniky.

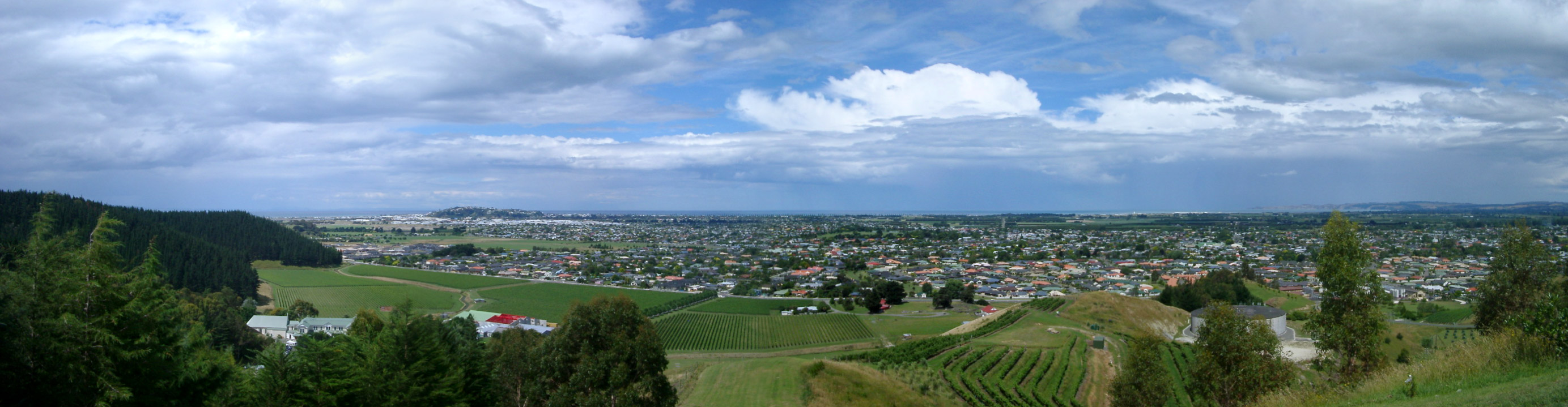
Pohled na Napier z "Sugar Loaf Hill"

Oblast Hawkes Bay poskytuje až 40 % exportu ovoce z Nového Zélandu – je to oblast s 2200 hodinami slunečního svitu ročně. V zimě je tu průměrná teplota 2–7 °C; zima s vydatnými dešti trvá 3 měsíce. Nový Zéland omývá v oblasti Hawkes Bay Tichý oceán. Voda v oceánu dosahuje pouze cca 15–19 °C (v teplých měsících).
Oblast je rovněž známá pěstováním jablek, vinné révy a meruněk, směrem na sever u města Gisborne se začínají objevovat i plantáže s kiwi.